# Ramulus braggi
Ramulus braggi är en insektsart som beskrevs av Frank H.Hennemann 2002. Ramulus braggi ingår i släktet Ramulus och familjen Phasmatidae. Inga underarter finns listade i Catalogue of Life.